# Campeonato Mundial de Patinação Artística no Gelo de 1953
O Campeonato Mundial de Patinação Artística no Gelo de 1953 foi a quadragésima quarta edição do Campeonato Mundial de Patinação Artística no Gelo, um evento anual de patinação artística no gelo organizado pela União Internacional de Patinação (em inglês:  International Skating Union) onde os patinadores artísticos competem pelo título de campeão mundial de Patinação Artística. A competição foi disputada entre os dias 8 de fevereiro e 15 de fevereiro,  Davos, Suíça.

## Eventos
- Individual masculino
- Individual feminino
- Duplas
- Dança no gelo

## Medalhistas
| Evento                        | Ouro                                         | Prata                                     | Bronze                                      |
| Individual masculino detalhes | Hayes Alan Jenkins · Estados Unidos          | James Grogan · Estados Unidos             | Carlo Fassi · Itália                        |
| Individual feminino detalhes  | Tenley Albright · Estados Unidos             | Gundi Busch · Alemanha Ocidental          | Valda Osborn · Reino Unido                  |
| Duplas detalhes               | Jennifer Nicks · John Nicks · Reino Unido    | Frances Dafoe · Norris Bowden · Canadá    | Marianne Nagy · László Nagy · Hungria       |
| Dança no gelo detalhes        | Jean Westwood · Lawrence Demmy · Reino Unido | Joan Dewhirst · John Slater · Reino Unido | Carol Peters · Daniel Ryan · Estados Unidos |

## Resultados

### Individual masculino
| Pos.              | Nome               | Nacionalidade      | Pontos |
| ----------------- | ------------------ | ------------------ | ------ |
| Medalha de ouro   | Hayes Alan Jenkins | Estados Unidos     | 13     |
| Medalha de prata  | James Grogan       | Estados Unidos     | 16     |
| Medalha de bronze | Carlo Fassi        | Itália             | 36     |
| 4                 | Ronald Robertson   | Estados Unidos     | 37     |
| 5                 | Alain Giletti      | França             | 44     |
| 6                 | Dudley Richards    | Estados Unidos     | 49     |
| 7                 | Peter Firstbrook   | Canadá             | 59     |
| 8                 | Peter Dunfield     | Canadá             | 73     |
| 9                 | Michael Booker     | Reino Unido        | 81     |
| 10                | Freimut Stein      | Alemanha Ocidental | 88     |
| 11                | Kurt Oppelt        | Áustria            | 102    |
| 12                | Hubert Köpfler     | Suíça              | 106    |
| 13                | György Czakó       | Hungria            | 115    |
| WD                | Claus Loichinger   | Alemanha Ocidental | —      |

### Individual feminino
| Pos.              | Nome                       | Nacionalidade      | Pontos |
| ----------------- | -------------------------- | ------------------ | ------ |
| Medalha de ouro   | Tenley Albright            | Estados Unidos     | 7      |
| Medalha de prata  | Gundi Busch                | Alemanha Ocidental | 16     |
| Medalha de bronze | Valda Osborn               | Reino Unido        | 28     |
| 4                 | Carol Heiss                | Estados Unidos     | 27     |
| 5                 | Suzanne Morrow             | Canadá             | 28     |
| 6                 | Vera Smith                 | Canadá             | 48     |
| 7                 | Margaret Anne Graham       | Estados Unidos     | 49     |
| 8                 | Yvonne Sugden              | Reino Unido        | 53     |
| 9                 | Erica Batchelor            | Reino Unido        | 70     |
| 10                | Ann Robinson               | Reino Unido        | 74     |
| 11                | Anneliese Schilhan         | Áustria            | 72     |
| 12                | Mary Kenner                | Canadá             | 86     |
| 13                | Norma Skevington           | Reino Unido        | 83     |
| 14                | Rose Pettinger             | Alemanha Ocidental | 97     |
| 15                | Doris Zerbe                | Suíça              | 109    |
| 16                | Margaret Dean              | Estados Unidos     | 112    |
| 17                | Yolande Jobin              | Suíça              | 112    |
| 18                | Eszter Jurek               | Hungria            | 129    |
| 19                | Alida Elisabeth Stoppelman | Países Baixos      | 130    |
| WD                | Helga Dudzinski            | Alemanha Ocidental | —      |

### Duplas
| Pos.              | Nome                                    | Nacionalidade      | Pontos |
| ----------------- | --------------------------------------- | ------------------ | ------ |
| Medalha de ouro   | Jennifer Nicks / John Nicks             | Reino Unido        | 10.5   |
| Medalha de prata  | Frances Dafoe / Norris Bowden           | Canadá             | 16     |
| Medalha de bronze | Marianne Nagy / László Nagy             | Hungria            | 23.5   |
| 4                 | Silvia Grandjean / Michel Grandjean     | Suíça              | 24     |
| 5                 | Peri Horn / Raymond Lockwood            | Reino Unido        | 39     |
| 6                 | Sissy Schwarz / Kurt Oppelt             | Áustria            | 43.5   |
| 7                 | Jean Higson / Robert Hudson             | Reino Unido        | 44.5   |
| 8                 | Eva Szőllősy / Gabor Vida               | Hungria            | 57     |
| 9                 | Eva Neeb / Karl Probst                  | Alemanha Ocidental | 61     |
| 10                | Charlotte Michiels / Gaston von Ghelder | Bélgica            | 66     |

### Dança no gelo
| Pos.              | Nome                            | Nacionalidade  | Pontos |
| ----------------- | ------------------------------- | -------------- | ------ |
| Medalha de ouro   | Jean Westwood / Lawrence Demmy  | Reino Unido    | 6      |
| Medalha de prata  | Joan Dewhirst / John Slater     | Reino Unido    | 10     |
| Medalha de bronze | Carol Peters / Daniel Ryan      | Estados Unidos | 16     |
| 4                 | Nesta Davies / Paul Thomas      | Reino Unido    | 20     |
| 5                 | Virginia Hoyns / Donald Jacoby  | Estados Unidos | 23     |
| 6                 | Lydia Boon / Aadrian van Dam    | Países Baixos  | 30     |
| 7                 | Carmel Bodel / Edward Bodel     | Estados Unidos | 35     |
| 8                 | Albertina Brown / Nigel Brown   | Suíça          | 42     |
| 9                 | Helga Binder / Edwin Fuhrich    | Áustria        | 45     |
| 10                | Catharina Odink / Jacobus Odink | Países Baixos  | 50     |
| 11                | Luzzi Fischer / Rudolf Zorn     | Áustria        | 54     |
| 12                | Luise Lehner / Hans Kutchera    | Áustria        | 59     |

## Quadro de medalhas
| Ordem | País               | Medalha de ouro | Medalha de prata | Medalha de bronze |    | Ordem por total |
| ----- | ------------------ | --------------- | ---------------- | ----------------- | -- | --------------- |
| 1     | Estados Unidos     | 2               | 1                | 1                 | 4  | 1               |
| 1     | Reino Unido        | 2               | 1                | 1                 | 4  | 1               |
| 3     | Alemanha Ocidental |                 | 1                |                   | 1  | 3               |
| 3     | Canadá             |                 | 1                |                   | 1  | 3               |
| 5     | Hungria            |                 |                  | 1                 | 1  | 3               |
| 5     | Itália             |                 |                  | 1                 | 1  | 3               |
| TOTAL | TOTAL              | 4               | 4                | 4                 | 12 | —               |